# Cergy
Cergy /sɛʁˈʒi/ è un comune francese di 58 139 abitanti situato nel dipartimento della Val-d'Oise nella regione dell'Île-de-France.
È sede della prestigiosa École supérieure des sciences économiques et commerciales, scuola superiore di scienze economiche e commerciali e dell'École nationale supérieure de l'électronique et de ses applications, scuola di ingegneria francese, generale e pubblica, specializzata nell'elettronica, l'informatica e le telecomunicazioni. Il comune di Cergy è suddiviso in tre franzioni principali: Cergy-Préfecture, Cergy-Saint-Christophe e Cergy-Le-Haut. Tutte e tre le frazioni sono collegate a Parigi per mezzo della linea L della SNCF (Paris Saint-Lazare) e della RER A
Cergy Préfecture ospita i principali uffici amministrativi ed è considerato lo snodo principale di trasporti e commerci. Cergy Saint Christophe e Cergy Le Haut sono quartieri residenziali caratterizzati da villette monofamiliari ed edifici moderni. Tutta l'area urbana di Cergy è di recente costruzione (anni 70). In particolare, il quartiere di Cergy-Le-Haut è nato durante gli anni 90 e sta conoscendo tuttora un'ampia espansione.
La popolazione di Cergy è caratterizzata da una età media fra le più basse di Francia. Parecchie giovani coppie e famiglie con bambini piccoli vi risiedono, attratti dal costo relativamente accessibile delle abitazioni di recente costruzione.
Cergy-Le-Haut ospita la moschea di Cergy, importante centro di raccolta della popolazione di credo musulmano, religione che conta una gran numero di adepti in città.
La parte più antica di Cergy, detta Cergy-Village, si trova nei pressi di Cergy-Prefecture, a ridosso del quartiere di Cergy-Port.
Cergy-Saint Christophe ospita un importante complesso architettonico, detto l'Axe Majeur, voluto e inaugurato a inizio anni 90 dall'allora presidente François Mitterrand. Tale complesso si trova in corrispondenza dei laghi di Cergy, alla confluenza del fiume Oise con la Senna. L'Oise forma in tale vallata una serie di anse molto vaste che danno vita a dei laghi facenti parte della "Base des loisirs" di Cergy, centro di divertimenti acquatici di proprietà comunale e aperto gratuitamente alla cittadinanza.
Cergy è sede di importanti aziende operanti in vari settori come SAGEM, 3M, Louis Vuitton, Nintendo France. Esse sono raggruppate in varie zone industriali, come Parc Saint Christophe. L'intera area tra Cergy e l'aeroporto di Roissy Charles De Gaulle, distante circa una trentina di km, è conosciuta come una delle aree industriali più grandi d'Europa.

## Società

### Evoluzione demografica
Abitanti censiti

## Amministrazione

### Gemellaggi
- Erkrath
- Columbia
- West Lancashire
- Liaoyang
- Porto-Novo
- Tres Cantos